# 's Herenbos, Heihuizen en Zalfen
 's Herenbos, Heihuizen en Zalfen is een natuurgebied en ankerplaats in de Antwerpse gemeente Malle, gelegen ten zuiden van de kom van Oostmalle.
Het is gelegen op een zandige laagte, te zuiden van de Kempense cuesta, welke de waterscheiding vormt tussen Maas in het noorden en de Schelde in het zuiden. Dit gebied ligt dus in het stroomgebied van de Schelde. Het is een zandige laagte. Hier stroomt de Molenbeek-Bollaak in zuidelijke richting naar de Kleine Nete. Meer naar het westen stroomt de Lopende Beek, eveneens in zuidelijke richting.

## Het 's Herenbos

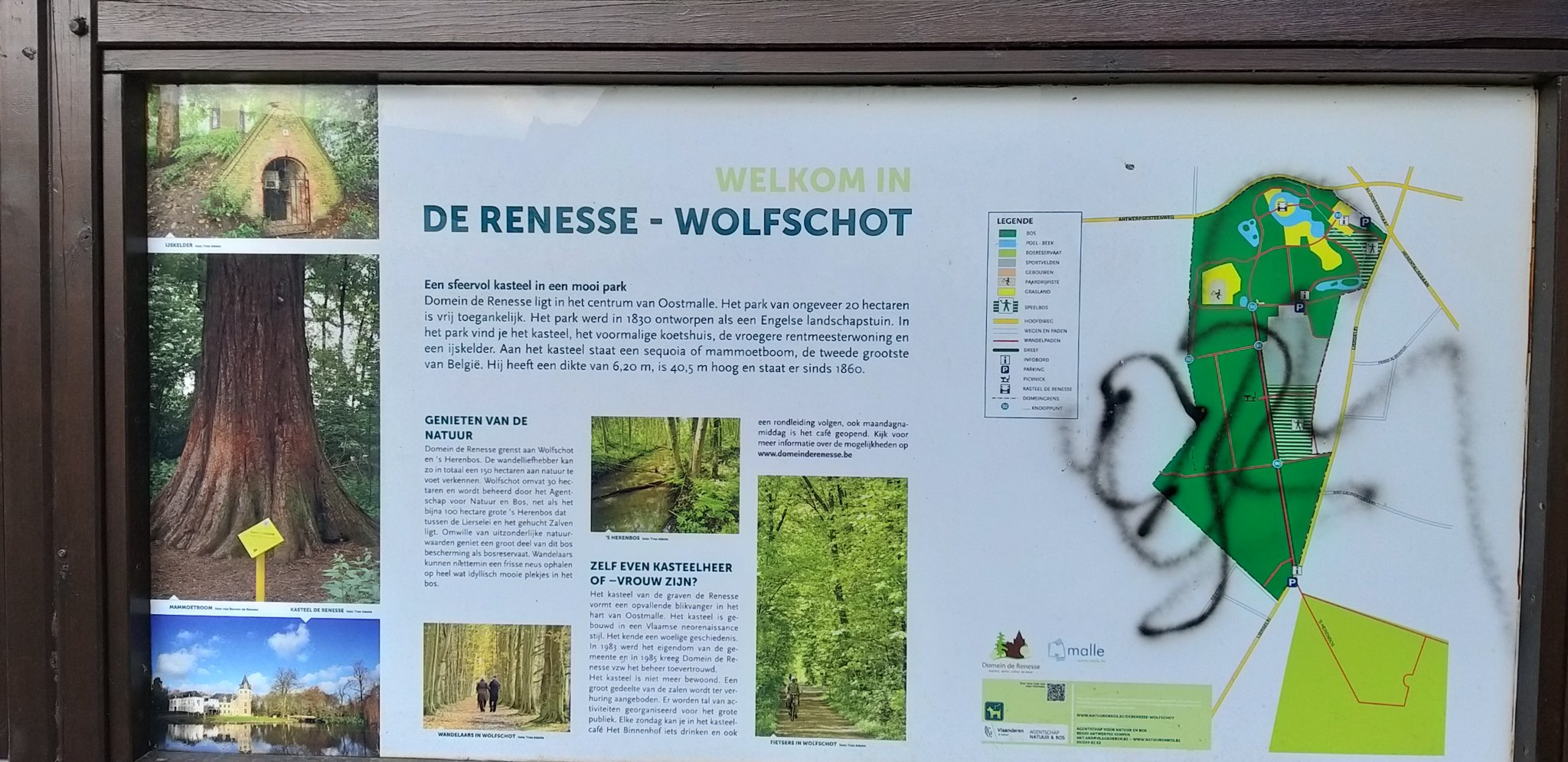

Het 's Herenbos, een honderdtal ha groot, is nauw verbonden met het Kasteel de Renesse, dat in de kom van Oostmalle ligt. Omstreeks 1880 kwam, door toedoen van burggraaf Bernard Aimé Du Bus, het domein Wolfschot bij het kasteeldomein, terwijl Thierry de Renesse het 's-Heerenbos liet aanleggen. Dit geschiedde ongeveer 1900-1940, waarbij een Franse tuin werd aangelegd op de as tussen het kasteel en de Sint-Antoniuskapel te Zalfen. Dit bos was in 1620 al aangekocht door Frederik de Renese, van de Zusters van Onze-Lieve-Vrouw Presentatie en kreeg toen de naam: Nonnenbosch.
Het kasteeldomein werd ernstig beschadigd door een Brits bombardement tijdens de Tweede Wereldoorlog, en in 1967 woedde er een tornado. De familie Degroux verwierf het domein in 1973, maar van onderhoud kwam niets terecht.
In 1982 verkreeg het kasteel een beschermde status en werd het kasteelpark van 27 ha door de gemeente Malle aangekocht. In 1988 werd ook Wolfschot aangekocht. Vanaf 1985 ontfermde een stichting zich over het 's Herenbos. De drie gebieden (Kasteelpark de Renesse, Wolfschot en 's Herenbos) worden beheerd door Agentschap voor Natuur en Bos.
De rijkste plantengroei vindt men langs de meanderende Lopende Beek. Het noordelijk deel van het 's Herenbos bestaat uit naaldhout, in het zuiden vindt men loofbos met zomereik en beuk. Relicten van de Franse tuinaanleg zijn er nog te vinden.
Het 's Herenbos is Europees beschermd als onderdeel van Natura 2000-gebied Bos- en heidegebieden ten oosten van Antwerpen.

## Heihuizen
Heihuizen werd in de 1e helft van de 19e eeuw ontgonnen, waarbij omstreeks 1850 het westelijk deel al met naaldhout was beplant. Enkele tientallen jaren later was het gehele heidegebied bebost.
Het gebied is ongeveer 400 ha groot, waarvan 300 ha bos en 100 ha landbouwgrond.
Er is een kasteeltje uit het begin van de 20e eeuw, gebouwd in neo-rococostijl en in bezit van de familie Lenaerts.

## Zalfen
Het gehucht Zalfen ligt in een betrekkelijke laagte. Naast de Sint-Antoniuskapel vindt men er enkele boerderijen.